# Blumenbachia hieronymi
Blumenbachia hieronymi är en brännreveväxtart som beskrevs av Ignatz Urban. Blumenbachia hieronymi ingår i släktet Blumenbachia och familjen brännreveväxter. Inga underarter finns listade i Catalogue of Life.

## Bildgalleri

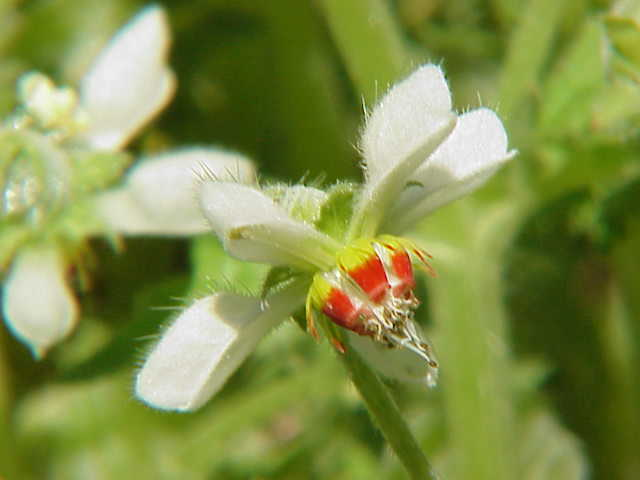
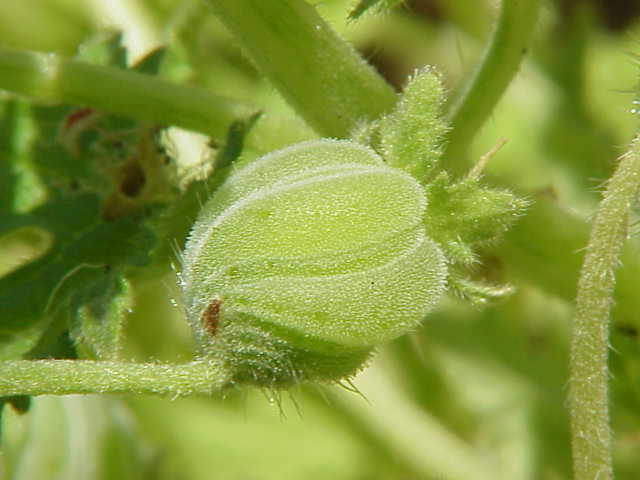
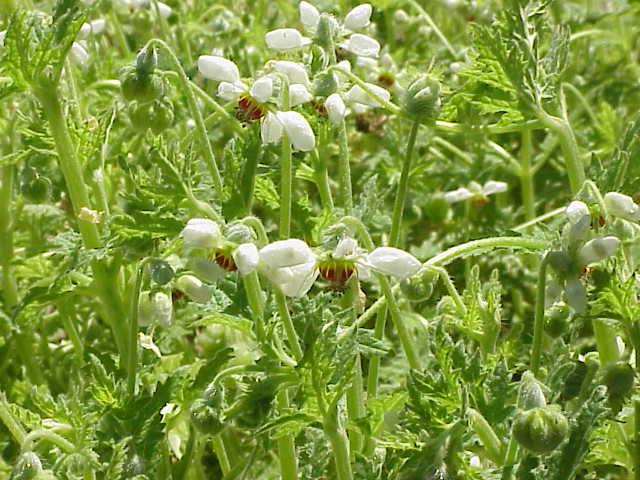
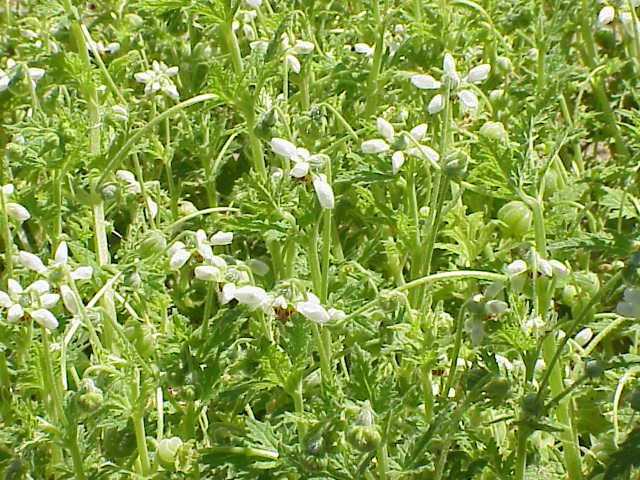
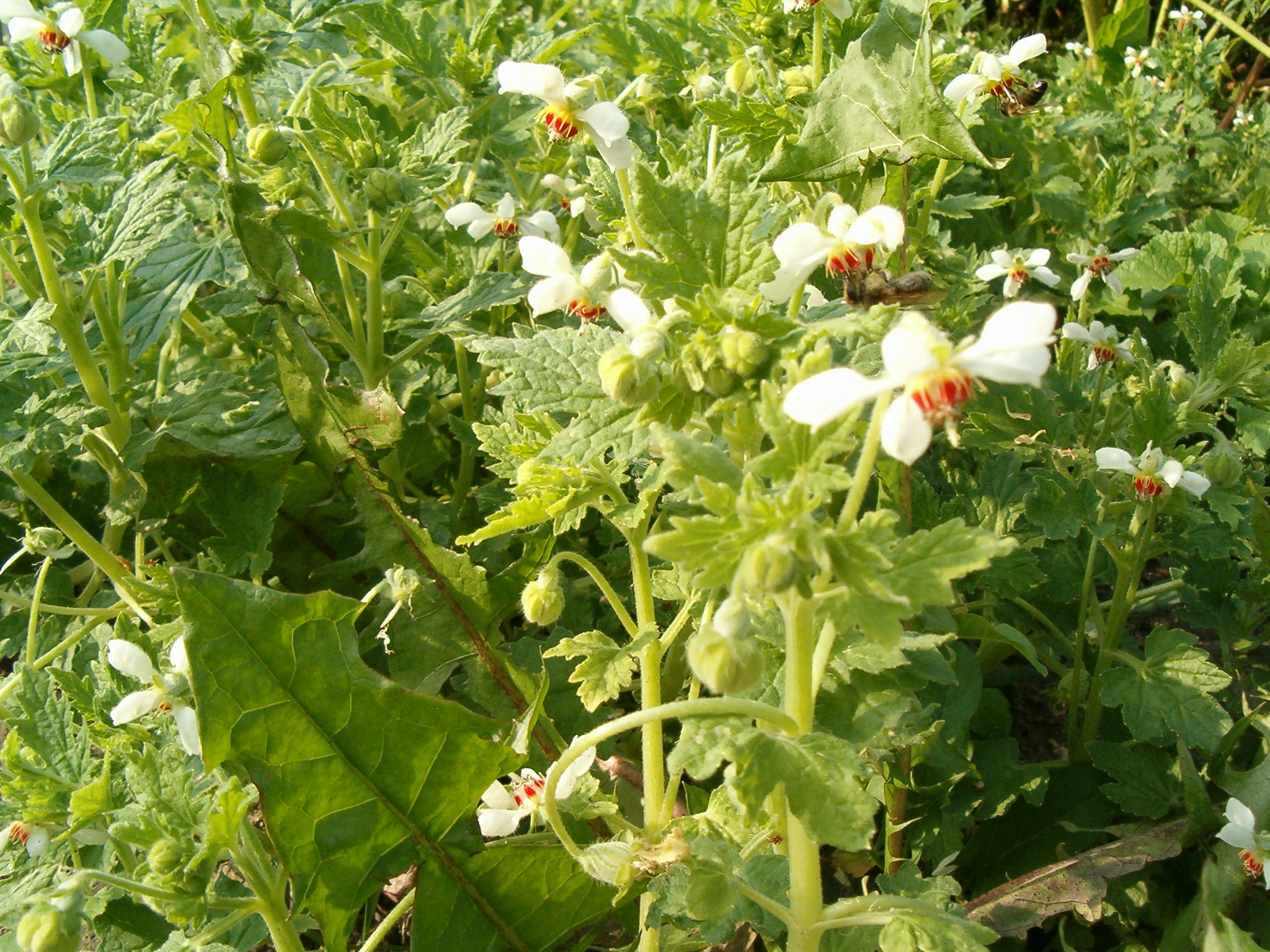
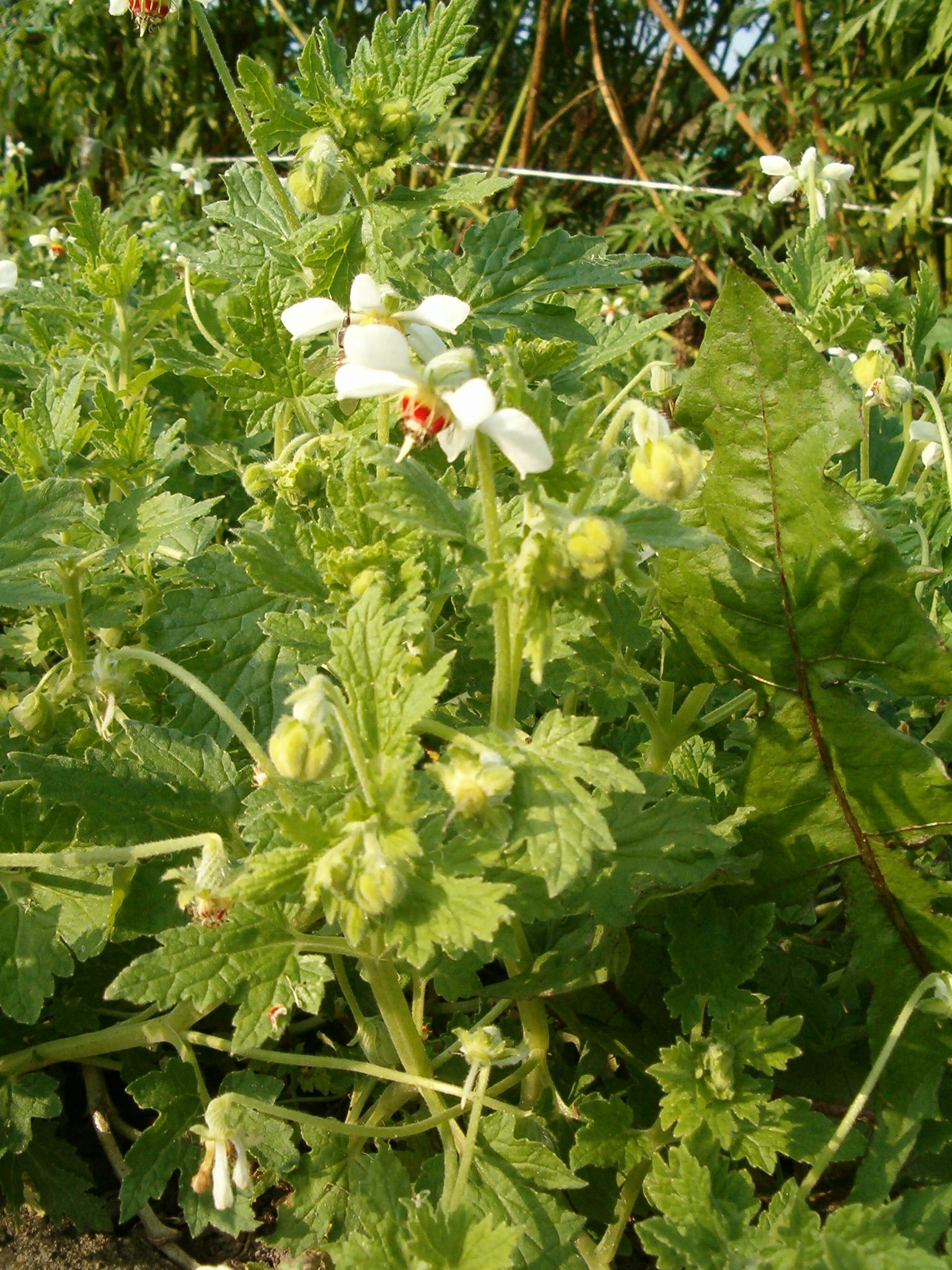